# أوغستين بوزورا
أوغستين بوزورا (22 سبمتبر 1938م- 10يوليو 2017م) كان روائياً وكاتباً للقصة القصيرة، وصحفياً وناقداً أدبياً رومانياً.عمل عضواً في الأكاديمية الرومانية، وأصبح رئيساً للمؤسسة الثقافية الرومانية منذ عام 1990م ورئيساً للمعهد الثقافي الروماني بين عامي 2003-2004م.

## حياته
ولد بوزورا في قرية بيرينا في مقاطعة ماراموري، وتخرج من كلية جورجي شينكاي الوطنية في بايا ماري، والتحق بكلية الطب والصيدلة في مدينة كولج (1958-1964م) ، وتخصص في الطب النفسي. ظهر لأول مرة ككاتب صحفي بمقالاته المتميزة والتي نشرتها له مجلة تربيونا في عام 1960م.(1)
كان أول عمل منشور لأوغتسين هي مجموعة قصص قصيرة لعام 1963م (رأس الرجاء الصالح) حصل على إشادة من النقاد، وحصل أيضاً على جائزة اتحاد الكتاب الرومانيين لثلاث مرات عن الأعمال المتتالية (الغائبون) ، و(وجوه الصمت)، و(أصوات الليل).